# (1687) Glarona
(1687) Glarona est un astéroïde de la ceinture principale découvert le 19 septembre 1965 à l'observatoire Zimmerwald par l'astronome suisse Paul Wild.

## Historique
Sa désignation provisoire, lors de sa découverte le 19 septembre 1965, était 1965 SC.

## Caractéristiques
Sa distance minimale d'intersection de l'orbite terrestre est de 1,606 760 ua.